# Stelzenberg
Stelzenberg là một đô thị ở huyện Kaiserslautern, trong bang Rheinland-Pfalz, phía tây nước Đức. Đô thị Stelzenberg có diện tích 9,23 km², dân số thời điểm ngày 31 tháng 12 năm 2006 là 1199 người.